# Runt. The Ballad of Todd Rundgren
| Recensione                        | Giudizio |
| --------------------------------- | -------- |
| AllMusic                          | [ 1 ]    |
| Debaser                           | [ 2 ]    |
| The New Rolling Stone Album Guide | [ 3 ]    |
| Progarchives.com                  | [ 4 ]    |
| Piero Scaruffi                    | [ 5 ]    |
| Dizionario del Pop-Rock           | [ 6 ]    |
| 24.000 dischi                     | [ 7 ]    |

Runt. The Ballad of Todd Rundgren è il secondo album di Todd Rundgren, pubblicato dalla Bearsville Records nel giugno del 1971.

## L'album
Runt (Nano) è il soprannome dato da Patti Smith a Todd Rundgren e questi lo ha utilizzato, assieme al suo nome, nei suoi primi due suoi dischi da solista.
Runt. The Ballad of Todd Rundgren fu inciso nello stesso studio e periodo di registrazione di Stage Fright album della The Band, anzi i brani furono proprio registrati negli intervalli di tempo in cui il gruppo canadese si concedeva una pausa.
La copertina (ideata da Ron Mael) è una buffa e nello stesso tempo inquietante provocazione in cui si vede Todd Rundgren di spalle seduto al pianoforte con un cappio intorno al collo.
Il primo brano, Long Flying Robe è una simpatica ballata ritmata da un'insistente pianoforte e supportata da un background vocale in stile surf.
Il secondo brano, The Ballad (Denny and Jean), sempre su base pianistica è un lento, Bleeding (Emorragia) è un brano con una forte impronta rock, in cui è in primo piano un intenso duello piano con una tagliente chitarra elettrica. Wailing Wall (Muro del pianto) è nuovamente una lenta e delicata ballad con dolci cori di sottofondo. The Range War, ha vagamente influenze in stile country-hillbilly,Chain Letter, pezzo inizialmente lento con una titubante chitarra acustica e voce per trasformarsi in una ballad veloce ed elettrificata.
Il lato 2 del disco inizia con il brano A Long Time, a Long Way to Go, sempre il pianoforte come sostegno portante e la voce sottile di Todd con cori nostalgici di sottofondo. Boat on the Charles, brano jazzato con in evidenza xilofono e percussioni e la voce in falsetto. Be Nice to Me e Hope I'm Around ennessimi lenti su basi pianistiche e cori di sottofondo. Parole pezzo fresco e veloce con in evidenza assoli di chitarre elettriche, Remember Me brevissimo brano di chiusura dell'album, è un altro lento cantato su base pianistica.

## Tracce
Lato A
Testi e musiche di Todd Rundgren.
1. Long Flowing Robe – 3:30
2. The Ballad (Denny & Jean) – 3:00
3. Bleeding – 4:05
4. Wailing Wall – 3:05
5. The Range War – 2:38
6. Chain Letter – 5:02

Lato B
Testi e musiche di Todd Rundgren.
1. A Long Time, a Long Way to Go – 2:12
2. Boat on the Charles – 4:28
3. Be Nice to Me – 3:27
4. Hope I'm Around – 4:55
5. Parole – 4:22
6. Remember Me – 0:51

## Musicisti
Long Flowing Robe
- Todd Rundgren - pianoforte, clavinet, chitarre, tom-toms, cabasa, cowbell, voce
- Tony Sales - basso
- N.D. Smart - batteria

The Ballad (Denny & Jean)
- Todd Rundgren - pianoforte, chitarre, organo a canne, chimes, mandolino, chitarra waldo, voce
- Tony Sales - basso
- N.D. Smart - batteria

Bleeding
- Todd Rundgren - chitarre, maracas, beer can, bottles, voce
- Tony Sales - basso
- N.D. Smart - batteria

Wailing Wall
- Todd Rundgren - voce, pianoforte

The Range War
- Todd Rundgren - pianoforte, chitarra, chitarra slide, fiddles, voce
- Tony Sales - basso
- N.D. Smart - batteria

Chain Letter
- Todd Rundgren - chitarre, pianoforte, organo, voce
- Tony Sales - basso
- N.D. Smart - batteria

A Long Time, a Long Way to Go
- Todd Rundgren - pianoforte, organo, chitarra, timpani, gong, voce
- Tony Sales - basso
- N.D. Smart - batteria

Boat on the Charles
- Todd Rundgren - pianoforte, chitarra, vibrafono, sassofono tenore, sassofono baritono, cowbell, cymbals (teensy), voce
- Tony Sales - basso
- N.D. Smart - batteria
- Hunt Sales - congas

Be Nice to Me
- Todd Rundgren - pianoforte, campana, campana (orchestra), triangolo, sand block, tamburello, jingle bells, voce
- Jerry Scheff - basso
- John Guerin - batteria

Hope I'm Around
- Todd Rundgren - pianoforte, pianoforte elettrico Wurlitzer, organo, chitarra, voce
- Jerry Scheff - basso
- John Guerin - batteria

Parole
- Todd Rundgren - chitarre, clavinet elettrico, voce
- Tony Sales - basso
- Hunt Sales - batteria

Remember Me
- Todd Rundgren - pianoforte, voce[12]

Note aggiuntive
- Todd Rundgren - produttore, mixdown, arrangiamenti, strumenti vari (eccetto dove indicato), parti vocali
- Registrato al I.D. Sound Studio di Los Angeles, California
- James Lowe - ingegnere delle registrazioni
- Mastering effettuato al Artisan Sound di Los Angeles, California
- Milton Glaser / Push Pin Studios - design copertina
- Carl Fisher - fotografia copertina album
- Ron Mael - fotografie e design interno copertina album[13]